# Маха Чаккрапхат
Маха Чаккрапхат (тай. มหาจักรพรรดิ; 1509 — 15 квітня 1569) — 16-й чаккрапхат (володар) Аюттхаї в 1548—1564 і 1568—1569 роках.

## Життєпис

### Початкова діяльність
Походив з династії Супханнапхум. Народився 1509 року, отримавши ім'я Тхіанрача. Його походження є дискусійною: в «Королівських хроніках» стверджується, що «він був частиною королівської родини короля Чайрачатхірата», згідно «Сангітіявансі» — небожем Чайрачатхірата, Фернан Мендеш Пінту стверджував, що Тхіанраха був рідним братом короля Чайрачатхірата. Отримав титул князя Тієна.
Брав участь у військовій кампанії проти держави Ланна. 1539 року призначено намісником в статусі віцекороля Сукхотай, проте не надав тому титулу васального монарха, як це було з його попередниками. 1546 року відзначився у військовій кампанії з облоги Чіангмая.
Невдовзі Чайрачатхірат помер, а в державі почалася боротьба за владу, внаслідок чого владу захопив узурпатор Кхун Воравонгзатхірат. Невдовзі вимушен був зректися владних повноважень і стати ченцем, небажаючи ставати чоловіком Сісудачан, удови Чайрачатхірат, що набула чималої влади. У листопаді 1548 року внаслідок заколоту військовиків з клану Сукотай Воравонгзатхірата було повалено, а владу отримав Тхіанраха. Він прийняв тронне ім'я Маха Чаккрапхат.

### Перше панування
Спочатку призначив очільника заколоту Кхун Пхіренторатепа на посаду короля Сукхотай (старшого намісника на півночі), віддавши за нього заміж свою дочку Саватдірат. Іншого впливового військовика — Кхун Інтратепа — призначив в статусі «віцекороля» керувати провінцією Накхонсітхаммарат (фактично півднем держави до Малаккського півострова).
В цей час стикнувся з вторгненням Табіншвехті, володаря імперії Таунгу, що розпочав військову кампанію у жовтні 1548 року (ще за панування Кхун Воравонгзатхірата). У грудні останній підійшов до столиці Аюттхаї. Тут від Махи Чаккрапхати став вимагати віддати 2 білих слонів (з 7, що мав правитель Аюттхаї). Білі слони за тодішньою традицією були символом незалежного володаря, відповідно віддати деяких з них свідчило про передачу частини влади, тобто фактично визнання зверхності іншого монарха. Маха Чаккрапхат відкинув цю вимогу. У вирішальній битві на полі Пукаотонг (відома також як Битва слонів) аюттхайське військо здобуло перемогу, але дружина правителя — Сурійотай — загинула, намагаючись зупинити останню атаку бірманців. Проте в битві біля Кампхаенг-Пхет військо на чолі із Рамесуаном (сином Махи Чаккрапхати) і Кхун Пхіренторатепою зазнало поразки, останній потрапили у полон. За їх звільнення правитель Аюттхаї все ж вимушен був віддати 2 білих слонів, але не визнав влади Таунгу. За цим було укладено мир.
В наступні роки активно зміцнював оборону, оскільки розумів, що імперія Таунгу здійснить нове вторгнення. Було суттєво зміцнено столицю, а також сусідні міста Супханбурі, Лопбурі і Накхоннайок. Щорічно збільшувалося військо, яке активно тренувалося. Дикі слони (особливо білі слони) були відловлені та підготовлені.
1563 року прийняв посольство від Баїннауна, нового володаря Таунгу, який знову вимагав 2 білих слонів та визнання своєї зверхність з боку Аюттхаї. Маха Чаккрапхат відкинув вимогу. Почалася нова війна. В цей час повстала держава Ланна. Втім військам Таунгу вдалося захопити важливе місто Камфенг Пхет, а потім у запеклій битві біля Пхітсанулоку (в Сукхотаї) здолати аюттхайське військо. Нова спроба зупинити ворога в битві біля Чайнату (тут керував Рамесуан) була також невдалою. Невдовзі було взято в облогу столицю Аюттхаї, яка трималася за підтримки португальських найманців та португальського флоту. Але в лютому 1564 року Маха Чаккрапхат все капітулював. Баїннаун вивіз зі столиці підкореного царства численні коштовності, ремісників, 400 слонів (серед них 4 білих) та захопленого аюттхайського правителя. Замість нього було поставлено Махінтхратхірата (сина Махи Чаккрапхата) та залишено залогу в 3 тис. вояків.

### В полоні
Разом з сином Рамесуаном та представникам правлячої династії Чакрі та Сонгкрамом був відправлений до міста Пегу (на півдні імперії Таунгу). Невдовзі прийняв чернецтво. У листопаді 1564 року помирає Рамесуан, що супроводжував бірманське військо для придушення чергового повстання в Ланні. 1568 року Маха Чаккрапхат повернувся до влади. Тут за наполяганням Махінтхратхірата знову перебрав владу над Аюттхаєю на себе.

### Друге панування
Вже у травні 1568 року оголосив незалежність від Таунгу. Уклав союз з Сеттатіратом, але його відмовився підтримати зять Кхун Пхіренторатеп, васал-правитель Сукхотаї, що залишився вірним Баїннауну. У відповідь війська Лансангу і Аюттхаї взяли того в облогу в місті Пхітсанулоку. Втім Кхун Пхіренторатеп протримався до приходу бірманців. У грудні Маха Чаккрапхат знову опинився в облозі в своїй столиці. Помер під час цього у квітні 1569 року. Влада знову перейшла до Махінтхратхірата.